# Dancehall
Dancehall este denumirea unui stil muzical apărut pentru prima data în Jamaica, iar principalii săi reprezentanți au fost Yellowman și Shabba Ranks. Acesta mai este cunoscut și sub numele de bashment. 